# Stefanie Martini
Stefanie Martini, född 6 oktober 1990 i Bristol, är en brittisk skådespelare.
Martini har bland annat medverkat i TV-serierna Doctor Thorne från 2016, Emerald City från 2017, The Last Kingdom (2020–2022). Hon har även bland annat medverkat i filmen Crooked House från 2017.

## Filmografi (i urval)
- 2016 – Doctor Thorne (TV-serie)
- 2016–2017 – Emerald City (TV-serie)
- 2017 – Crooked House (TV-serie) (TV-film)
- 2017 – I mördarens spår: Tennison (TV-serie)
- 2020–2022 – The Last Kingdom (TV-serie)